# Sergei Wladimirowitsch Surowikin

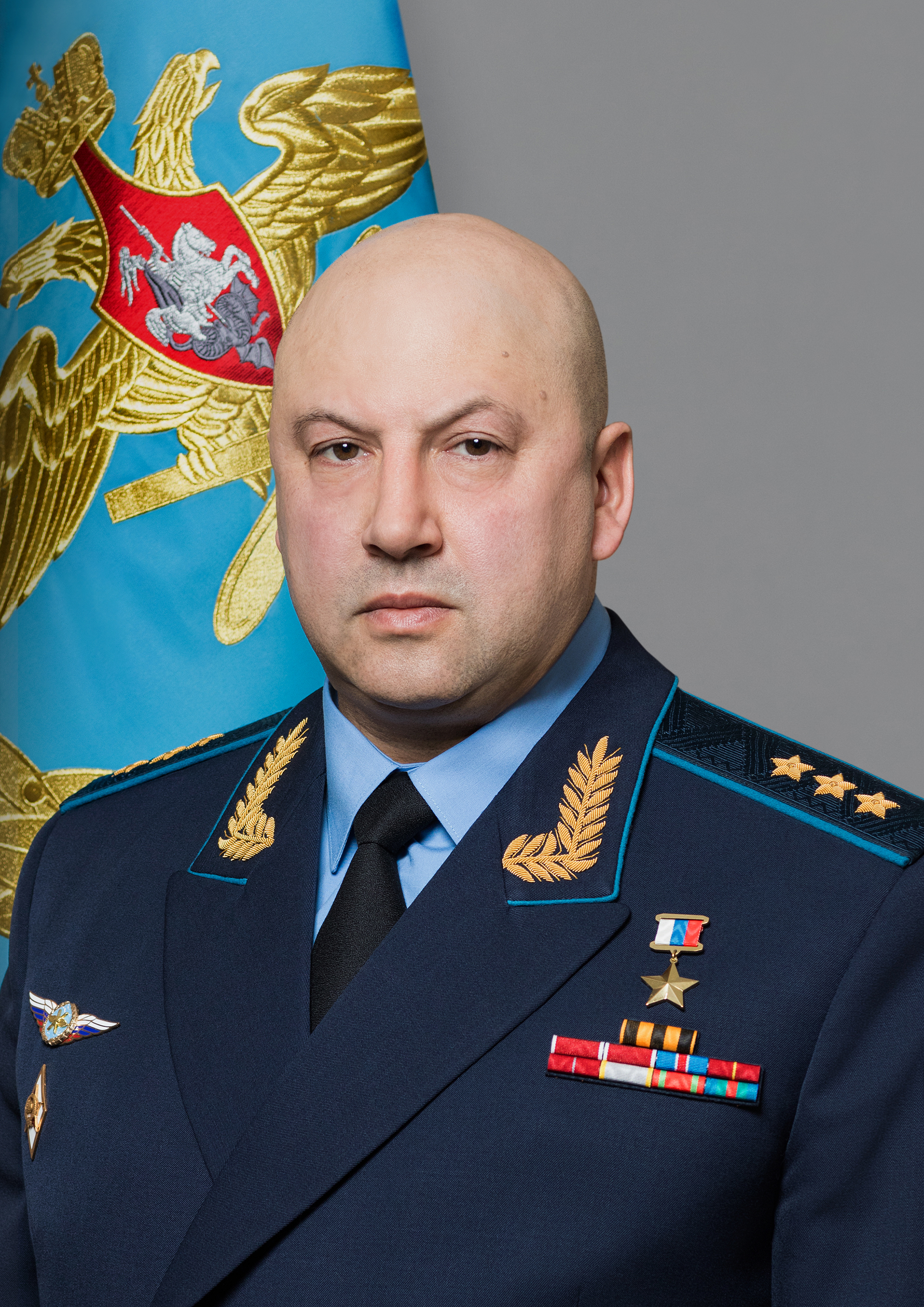
Sergei Surowikin (damals Generaloberst), 2018

Sergei Wladimirowitsch Surowikin (russisch Сергей Владимирович Суровикин; * 11. Oktober 1966 in Nowosibirsk) ist ein russischer Armeegeneral. Vom 8. Oktober 2022 bis 11. Januar 2023 war er im Russisch-Ukrainischen Krieg Kommandeur der dortigen russischen Streitkräfte.

## Biografie
Surowikin schloss nach dem Abitur 1987 die Omsker Militärhochschule M. W. Frunse ab. Danach war er Zugführer eines motorisierten Schützenzuges bzw. Kompaniechef und 1991 als Hauptmann Kommandeur eines motorisierten Schützenbataillons. 1991 war er am kurzlebigen gescheiterten Augustputsch gegen Reformpräsident Michail Gorbatschow beteiligt. Soldaten unter seinem Kommando überfuhren dabei drei Demonstranten mitsamt Straßenbarrikade in Moskau mit Schützenpanzern, wofür er eine sechsmonatige Haftstrafe erhielt und diese im Gefängnis absaß.
Nachdem Gorbatschow zurückgetreten war, wurde Surowikin im Jahr 1992 zum Major befördert.
Im Jahr 1995 wurde er wegen illegalen Waffenhandels zu einer Bewährungsstrafe verurteilt. Im selben Jahr studierte er an der Frunse-Militärakademie in Moskau und diente danach in Tadschikistan als Kommandeur eines motorisierten Schützenbataillons sowie im Anschluss als Stabschef einer motorisierten Schützendivision. 2002 studierte er an der Militärakademie des Generalstabs.
Von 2002 bis 2004 war er als Oberst und Generalmajor Kommandeur einer motorisierten Schützendivision in Jekaterinburg und dann bis 2005 in Tschetschenien im Zweiten Tschetschenienkrieg. Von 2008 bis Januar 2010 leitete er die Hauptverwaltung Operationen des Generalstabs. Er wurde 2010 zum Generalleutnant befördert. 2012 leitete er eine Arbeitsgruppe des russischen Verteidigungsministeriums. 2013 wurde er Kommandeur des Militärbezirks Ost und Generaloberst. Vom März bis Dezember 2017 war er Kommandeur der russischen Streitkräfte im Bürgerkrieg in Syrien.
2017 wurde Surowikin zum Oberbefehlshaber der Luft- und Weltraumkräfte der Russischen Föderation ernannt. Von Januar bis April 2019 war er erneut Kommandeur beim russischen Militäreinsatz in Syrien. Dort verantwortete er Luftangriffe auf die Zivilbevölkerung und die Bombardierung von Städten in Rebellengebieten, etwa in Aleppo.

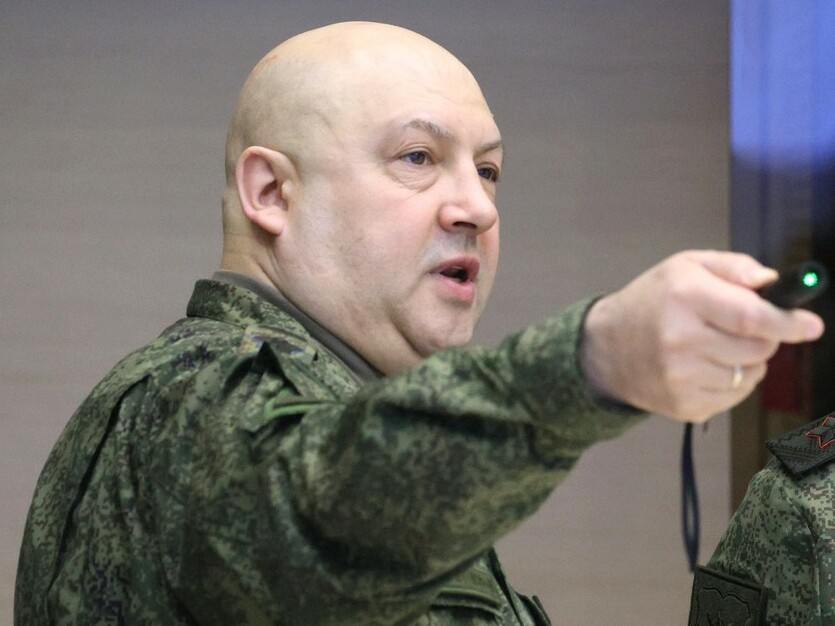
Sergei Surowikin, 2022

2021 wurde er zum Armeegeneral befördert. Beim russischen Überfall auf die Ukraine 2022 befehligte er die Truppengruppierung „Süd“. Am 8. Oktober 2022 wurde er als Nachfolger von Armeegeneral Alexander Dwornikow zum Befehlshaber der gesamten Invasionstruppen ernannt. Unter seiner Führung begannen die russischen Streitkräfte ab dem 10. Oktober 2022 mit einer andauernden, beinahe täglichen Bombardierung des ukrainischen Stromnetzes. Solche ständigen gezielten Angriffe auf Zivilgebäude gelten als Kriegsverbrechen. Außerdem wurde unter seiner Führung die Surowikin-Linie aus einem Netz an Gräben und „Defensivpositionen“ mit großen Minenfeldern im russisch besetzten südlichen Teil der Ukraine geschaffen, um die ukrainische Gegenoffensive in Cherson zu stoppen.
Am 11. Januar 2023 übertrug Verteidigungsminister Sergei Schoigu die Aufgabe des Kommandeurs der russischen Streitkräfte in der Ukraine an Generalstabschef Waleri Gerassimow und ernannte Surowikin zu einem von dessen Stellvertretern. Im August desselben Jahres wurde vermeldet, dass er als Kommandeur der Luft- und Weltraumkräfte des Amtes enthoben wurde. Nach Angaben von Financial Times und Moscow Times war Surowikin festgenommen geworden. Im September 2023 berichtete die Kommersant über eine Afrikareise Surowikins im Auftrag des russischen Militärs. Surowikin feierte seinen 58. Geburtstag 2024 in Afrika.
Surowikin ist verheiratet und hat vier Kinder.

## Kritik
Surowikin werden zahlreiche Kriegsverbrechen zur Last gelegt. Neben der Tötung von Demonstranten im Jahr 1991 kommandierte Surowikin nach Angaben von Menschenrechtsgruppen für Verbrechen verantwortliche russische Einheiten im Zweiten Tschetschenienkrieg. Nach Aussagen mehrerer Zeugen seien Soldaten unter Surowikins Kommando im Tschetschenienkrieg in Häuser eingebrochen, wo sie plünderten und Menschen schlugen. Alle Männer wurden gefesselt und mit dem Gesicht nach unten auf den Schulhof gelegt, wo sie sechs Stunden lang im strömenden Regen verprügelt wurden.
Im Mai 2004 erschoss sich Surowikins stellvertretender Rüstungsoffizier, nachdem er von ihm öffentlich kritisiert worden war. Es wurden keine Beweise für die Schuld Surowikins gefunden.
Human Rights Watch erklärte im Jahr 2020, Surowikin gehöre zu den militärischen Führungskräften, die für Menschenrechtsverletzungen in Syrien verantwortlich sein könnten.

## Rezeption
Laut dem Direktor des Center for Naval Analyses (einem Forschungszentrum der US Navy) ist Surowikin für sein Temperament und „als ziemlich rücksichtsloser Befehlshaber“ berüchtigt.
Laut der Rossijskaja Gaseta gelte „Surowikin als harter militärischer Führer, der die Truppen auch in den schwierigsten Situationen erfolgreich führen kann. Das ist ein General des Schlachtfelds, nicht des Parketts.“
Dem regierungskritischen russischsprachigen Internetportal Meduza zufolge ist Surowikin Anhänger massiver Raketenschläge, auch auf zivile Infrastruktur. Der Spiegel schreibt über Surowikin, er gelte „bereits seit Jahrzehnten als skrupellos“ und sei „berüchtigt für Brutalität und Korruption“.
In russischen Medien wird Surowikin als „General Armageddon“ bezeichnet, was teils auch von deutschen Medien übernommen wurde.

## Auszeichnungen (Auswahl)
- Tapferkeitsorden (drei Mal)
- Orden des Heiligen Georg
- 2017: Held der Russischen Föderation für den russischen Militäreinsatz in Syrien[28]
- 2022: Held der Volksrepublik Lugansk